# Xã Anderson, Quận Barnes, Bắc Dakota
Xã Anderson (tiếng Anh: Anderson Township) là một xã thuộc quận Barnes, tiểu bang Bắc Dakota, Hoa Kỳ. Năm 2010, dân số của xã này là 52 người.